# Anita Griep
Anita Griep (Spijkenisse, 25 mei 1968) is een wielrenster uit Nederland.
In 1986 won Griep de Parel van de Veluwe, toen ze net vier maanden wielrenster was, en pas de week daarvoor voor het eerst een race had uitgereden.
Ze bleef alleen het peloton voor en pakte zo de overwinning.